# Symplectoscyphus liouvillei
Symplectoscyphus liouvillei is een hydroïdpoliep uit de familie Sertulariidae. De poliep komt uit het geslacht Symplectoscyphus. Symplectoscyphus liouvillei werd in 1914 voor het eerst wetenschappelijk beschreven door Billard. 